# Geoffroy de Donjon
Geoffroy de Donjon est le 11e supérieur de L'Hospital de l'ordre de Saint-Jean de Jérusalem de janvier 1193 à sa mort en 1202.

## Biographie
Le nom de Geoffroy de Donjon est cité la première fois dans un acte en avril 1185 où il apparaît comme simple frère en Terre sainte. La deuxième fois lors de son élection comme grand maître au chapitre général qui se tient à Margat en janvier 1193.
Une lettre de lui, non datée, parle d'un tremblement de terre en Syrie. Cet évènement est identifié comme étant celui du 20 mai 1202.
Il est assurément présent durant l'été 1202 aux côtés du légat du Pape Soffredo Gaetani lors du premier voyage à Antioche. Ils tenteront de concilier les parties dans la guerre de succession concernant la Principauté d'Antioche.
Le 23 mars 1203 aura lieu le second voyage de Soffredo Gaetani à Antioche mais celui se fera sans Geoffroy de Donjon. Il est remplacé ad interim par le grand commandeur Pierre de Mirmande. Tous deux sont accompagnés du maître de l'ordre du Temple Philippe du Plaissis,.
Ces éléments permettent de situer la disparition de ce supérieur entre ces deux voyages diplomatiques.
Il était très certainement Français et peut-être de Picardie mais sans preuve. Arrivé avec les croisés, il est resté en Terre sainte et c'est là que les Hospitaliers le trouvent pour en faire leur grand maître.
Son magistère se situe dans une période relativement calme de la Terre sainte. Les contestations avec les Templiers étaient nombreuses, les ordres étaient jaloux l'un de l'autre. Sous Geoffroy de Donjon plusieurs accords sont conclus. L'indépendance de l'ordre Teutonique est d'un autre ordre. Longtemps ils ont bénéficié des bontés de l'ordre des Hospitaliers mais les Teutoniques veulent acquérir leur indépendance. Il avait pris la règle du Temple pour les clercs et les chevaliers et celle de l'Hospital pour les règles d'accueil et d'hospitalité. Le grand maitre hospitalier et le maitre du Temple assistent à la cérémonie solennelle, obligés par les circonstances, le 5 mars 1198, en réfrénant leur orgueil et dans le silence de leur réprobation.
Geoffroy de Donjon augmente les possessions des Hospitaliers en ajoutant le 24 octobre 1197 le casal Hautefié qui appartenait au seigneur de Césarée et celui de Digegie en mai 1201 qui était à Christine et Rohard de Caïffa.

## Sources bibliographiques
- Pierre-Vincent Claverie, L'ordre du Temple en Terre Sainte et à Chypre au XIIIe siècle, Nicosie, Centre de Recherche Scientifique, coll. « Sources et études de l'histoire de Chypre », 2005, 1230 p. (ISBN 978-9-9630-8094-6, présentation en ligne)
- J. Delaville Le Roulx, Les hospitaliers en terre sainte et à Chypre 1100 à 1310, Paris, Ernest Leroux, 1904
- Bertrand Galimard Flavigny (2006) Histoire de l'ordre de Malte, Perrin, Paris